# 阪急47形電車

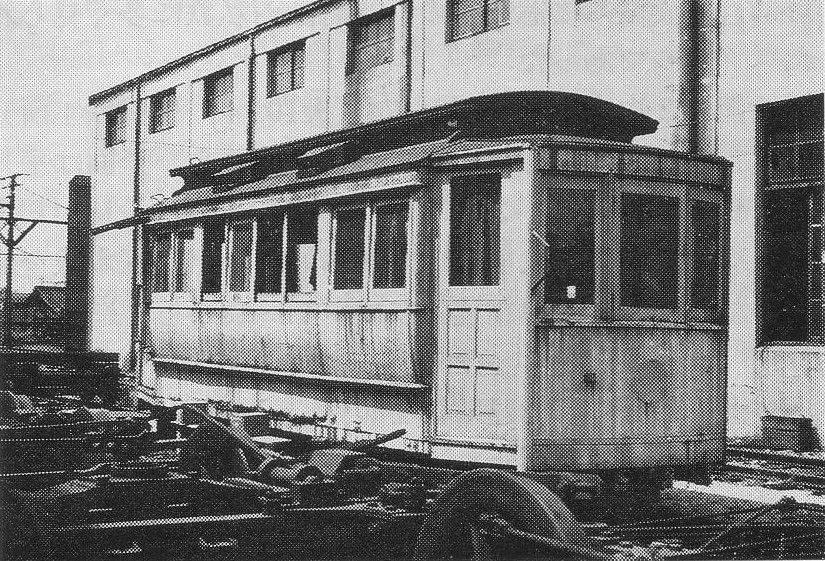
47（→150）廃車体（1940年10月）

阪急47形電車（はんきゅう47がたでんしゃ）は、阪急電鉄の前身である阪神急行電鉄時代に導入された、木造車体の電車である。

## 概要
1920年に関東の成田電気軌道（現：千葉交通）より譲渡されたデハ1形で、伊丹線用として導入された。北野線以外では阪急で唯一の手動ブレーキ2軸単車である。なお、成田電軌からは4両譲渡されていたが、1両は電動貨車（106）に機器類を提供したため、3両が竣工した。
このような小型車を導入したのは開業当時の伊丹線の需要に応じたものだったが、手動ブレーキの2軸単車はさすがに使い勝手が悪かったらしく、早くも翌年には37形に伊丹線の運用を交替して休車となり、48・49は1924年に門司築港電軌へ譲渡され、同社の3・4となった。47は1927年にフェンダーの設置など併用軌道区間で使用するための改造を受け、同時に150へ改番し150形の1両として北野線で使用された。
1933年、北野線の150形は34形に置き換えられ休車となった。150の車体はそのまま西宮車庫の詰所に転用され、車籍上は1947年に改造名目で新造した920系945（あるいは947）の種車となった。
本形式の現役時代の写真は残されていないが、神戸線・伊丹線の開通100周年を記念して2020年7月より両線の一部列車に掲示された記念ヘッドマークには、本形式及び51形の就役当時の姿が描かれている。
なお、現在函館市企業局交通部に在籍する「箱館ハイカラ號」30形は本形式の同型車であり、半鋼製車体に載せ替えられてはいるがスタイルは原形を忠実に再現しており、本形式の現役時代を窺い知れる貴重な資料である。